# Ellbach (Kupfer)
Der Ellbach ist ein etwa 3⁄4 km langer Bach im Gebiet der Gemeinde Kupferzell im Hohenlohekreis im nordöstlichen Baden-Württemberg, der wenig unterhalb des Dorfes Kupferzell von links und Süden in die mittlere Kupfer mündet.

## Name
Die amtliche Gewässerkarte benennt den Ellbach nicht, jedoch ist sein Name aus den Namen anliegender Gewanne auf einer älteren und einer neuen Karte zu erschließen. Möglicherweise hat der Bach im örtlichen Dialekt weibliches Geschlecht.

## Geographie

### Verlauf
Der Ellbach ist heute ein sehr gerade gezogener Graben in einem schmalen Grünstreifen zwischen einem diese Bundesstraße begleitenden Feldweg an der Westseite und der B 19 an der Ostseite, meist gegenüber neu überbautem Gelände des Dorfes Kupferzell, das sich westwärts bis zur Bundesstraße auf die linken Randhügel der Kupfertalmulde ausgebreitet hat. Dieser Graben beginnt auf etwa 349 m ü. NHN gegenüber einem Autohaus in der Gewerbezone von Kupferzell und läuft, zunächst wohl oft ohne Durchfluss, nach Norden.
Nach 150–200 Metern unterquert er einen westwärts von der Bundesstraße abzweigenden Feldweg. Danach grenzt linksseits das Feldgewann Untere Ellbach an und der sich nun manchmal schwach schlängelnde Ellbach ist immer wieder von Bäumen und kurzen Feldheckenstücken gesäumt. Am Ende des links anliegenden zusammenhängenden Feldes unterquert der Ellbach eine Straße, die aus Kupferzell unter der Autobahn hindurch zur linksseits nahe angrenzenden Kläranlage des Ortes führt. Der Bach quert nunmehr verdolt einen Steinwurf weit die schmale linke Talaue des Flusstals und fließt dann von links und auf etwa 320 m ü. NHN in die obere Kupfer ein.
Der Ellbach mündet nach etwa 0,7 km langem Weg mit mittlerem Sohlgefälle von etwa 41 ‰ rund 29 Höhenmeter unterhalb seines Grabenbeginns. Er hat keine offenen Zuflüsse.
Eine Karte aus der ersten Hälfte des 20. Jahrhunderts vor dem Bundesstraßenbau zeigt einen stärker geschlungen nordwärts laufenden Bach in einer Talmulde in sich nordwärts stark ausweitender Wiesenflur und mit zwei Unterbrechungen des offenen Laufes.

### Einzugsgebiet
Der Ellbach hat zwischen seinen natürlichen Wasserscheiden ein etwa 0,4 km² großes Einzugsgebiet, jedoch könnte bis zu einem starken Drittel davon östlich der Bundesstraße heute kanalisiert und nicht über den Ellbach entwässern. Das Gebiet ist Teil der Kupferzeller Ebene und Kocheneck im Unterraum Westliche Hohenloher Ebene des Naturraums der Hohenloher und Haller Ebene. Sein höchster Punkt ganz im Süden am Abzweig der in den Ortskern von Kupferzell hinabführenden L 1036 von der B 19 liegt etwa auf 360 m ü. NHN Das Einzugsgebiet gehört zum Gemeindegebiet von Kupferzell, meistenteils zu dessen zentraler Teilgemarkung, zum geringeren Teil im Südwesten zu der von Westernach.
Östlich der Bundesstraße stehen überwiegend in lockerem Abstand voneinander Gewerbebauten von Kupferzell, westlich von ihr erstrecken sich große, flurbereinigte Äcker in ausgeräumter Landschaft.
Im Osten fließt die aufwärtige Kupfer, der im Kupferzeller Ortsbereich von der Wasserscheide her keine offenen Zuflüsse zulaufen. Im Südosten grenzt nur kurz das Einzugsgebiet des noch vor Kupferzell der Kupfer zufließenden Heimbachs an. Im Südwesten liegt das obere Einzugsgebiet der Sall, die nach der Kupfer ebenfalls in den Kocher mündet, sie hat in diesem Bereich nur unbedeutende Zuflüsse von der Scheide her. Die Kupfer fließt nach dem Ellbach-Zufluss nordwestwärts, ihr läuft direkt jenseits der nordwestlichen Wasserscheide des Ellbachs zwar eine Geländemulde zu, worin aber kein offenes Gewässer läuft; die noch folgenden linken Zuflüsse der Kupfer liegen weiter flussabwärts.

## Geologie
Im Einzugsgebiet steht größtenteils Lettenkeuper (Erfurt-Formation) an, erst nahe am Talgrund der Kupfer hat sich der Ellbach bis in den Oberen Muschelkalk eingeschnitten, in dessen Schichthöhe er auch mündet.
Im südlichen und westlichen Einzugsgebiet ist der Lettenkeuper großflächig mit Lösssediment aus dem Quartär überlagert.

### LUBW
Amtliche Online-Gewässerkarte mit passendem Ausschnitt und den hier benutzten Layern: Lauf und Einzugsgebiet des Ellbachs

Allgemeiner Einstieg ohne Voreinstellungen und Layer: Daten- und Kartendienst der Landesanstalt für Umwelt Baden-Württemberg (LUBW) (Hinweise)
1. 1 2 3  Höhe nach dem Höhenlinienbild auf dem Hintergrundlayer Topographische Karte.
2. ↑  Länge nach dem Layer Gewässernetz (AWGN), ergänzt um ein kleines, auf der Gewässerkarte nicht berücksichtigtes Anfangsstück, das auf dem Hintergrundlayer Topographische Karte abgemessen wurde.
3. ↑  Einzugsgebiet abgemessen auf dem Hintergrundlayer Topographische Karte.
4. ↑  Auf dem Layer Liegenschaften und Gewässer trägt das längstenteils linksseits angrenzende Ackergewann den Namen Untere (!) Ellbach, auf dem Meßtischblatt 6724 Künzelsau von 1932 in der Deutschen Fotothek ist ein schwarzer Schriftzug Ellbach übers obere Einzugsgebiet eingetragen, insbesondere in dessen östlichem Teil, der heute überbaut ist.

### Andere Belege
1. ↑  Alter Bachlauf nach:
  - Meßtischblatt 6724 Künzelsau von 1932 in der Deutschen Fotothek
2. ↑  Wolf-Dieter Sick: Geographische Landesaufnahme: Die naturräumlichen Einheiten auf Blatt 162 Rothenburg o. d. Tauber. Bundesanstalt für Landeskunde, Bad Godesberg 1962. → Online-Karte (PDF; 4,7 MB)
3. ↑  Geologie nach den Layern zu Geologische Karte 1:50.000 auf: Mapserver des Landesamtes für Geologie, Rohstoffe und Bergbau (LGRB) (Hinweise)